# Мальтерс
Мальтерс (нім. Malters) — громада  в Швейцарії в кантоні Люцерн, виборчий округ Люцерн-Ланд.

## Географія
Громада розташована на відстані близько 60 км на схід від Берна, 10 км на захід від Люцерна.
Мальтерс має площу 28,6 км², з яких на 11% дозволяється будівництво (житлове та будівництво доріг), 63% використовуються в сільськогосподарських цілях, 24,4% зайнято лісами, 1,6% не є продуктивними (річки, льодовики або гори).

## Демографія
2019 року в громаді мешкало 7432 особи (+11,6% порівняно з 2010 роком), іноземців було 13,2%. Густота населення становила 260 осіб/км².
За віковим діапазоном населення розподілялося таким чином: 21,1% — особи молодші 20 років, 63,6% — особи у віці 20—64 років, 15,3% — особи у віці 65 років та старші. Було 3113 помешкань (у середньому 2,4 особи в помешканні).
Із загальної кількості 3724 працюючих 322 було зайнятих в первинному секторі, 1651 — в обробній промисловості, 1751 — в галузі послуг.